# 金忠勇
金忠勇（韓語：김충용，1943年5月3日—），韩国男子乒乓球运动员。他曾获得1966年亚洲运动会乒乓球比赛男子单打金牌、混合双打银牌、男子双打和男子团体铜牌。